# 新格里戈里夫卡 (阿爾布津卡區)

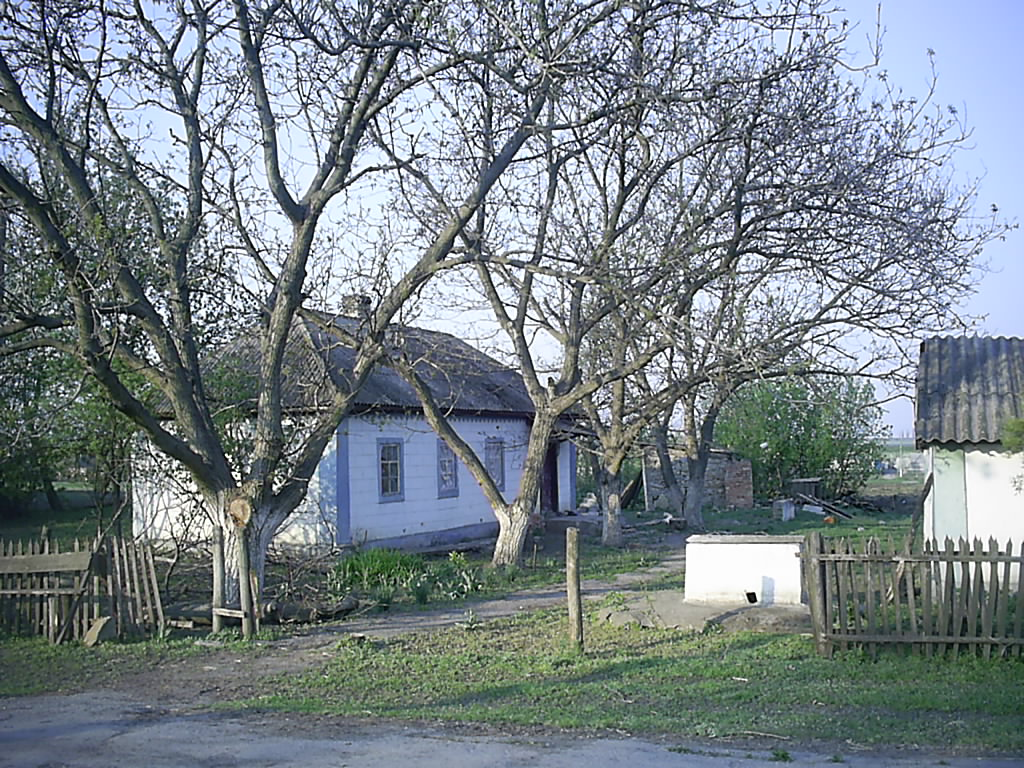

新格里戈里夫卡（烏克蘭語：Новогригорівка），是烏克蘭南部的村莊，隸屬尼古拉耶夫州的五一城區。該村始建於1895年，面積0.95平方公里，海拔高度180米，2001年人口382，人口密度每平方公里402.1人。
48°7′7″N 31°13′9″E / 48.11861°N 31.21917°E